# ميثاق مملكة الأراضي المنخفضة
ميثاق مملكة الأراضي المنخفضة (باللغة الهولندية:Statuut voor het Koninkrijk der Nederlanden؛ بالبابيامنتو:Statuut pa e Reino di Hulanda) يصف العلاقة السياسية بين الأربعة دول المختلفة التي تشكل مملكة هولندا: أروبا، كوراساو، وسانت مارتن في الكاريبي وهولندا (بالنسبة للجزء الأكبر) في أوروبا. وهو الوثيقة القانونية الرائدة في المملكة. في دستور هولندا والقوانين الأساسية للدول الثلاث الأخرى تخضع قانونياً لميثاق الأمم المتحدة. النسخة الأولى من الميثاق التي وصفت العلاقة بين هولندا وسورينام وجزر الأنتيل الهولندية تم التوقيع عليها من قبل الملكة يوليانا في 15 ديسمبر 1954.